# Lübecker Münzgeschichte
Die Lübecker Münzgeschichte geht bis ins 12. Jahrhundert zurück; für die Hansestadt Lübeck wurden frühestens seit dem Jahr 1159 Münzen geprägt. Die Münzprägung in Lübeck endete im Jahr 1801. In den Jahren 1901 bis 1912 wurden die letzten Münzen im Namen der Hansestadt Lübeck in Berlin geprägt. Die Münzen des Bistums Lübeck gehören dagegen nicht zur Münzgeschichte der Stadt Lübeck.

## Die hochmittelalterlichen Anfänge

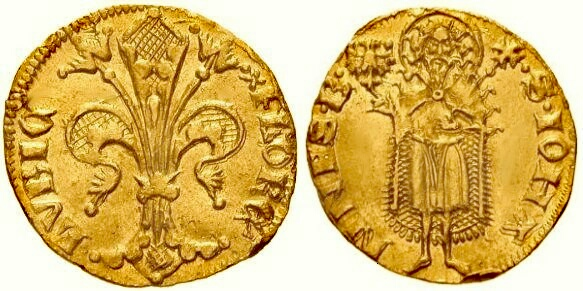
Goldgulden (1341)

Heinrich der Löwe begann als Stadtherr frühestens im Jahr 1159 mit der Prägung von beidseitig geprägten Denaren für die neue Stadtgründung Lübeck, die für Heinrich den Ostseehandel erschließen sollte. Zwischen 1201 und 1225, während der Herrschaft des dänischen Königs Waldemar wurden Brakteaten der königlich dänischen Münzstätte geprägt.
Nach dem Ende der dänischen Oberhoheit begann mit der Verleihung des Münzregals, zunächst nur für Silbermünzen, im Jahr 1226 die Prägung eigener Münzen, also nicht die eines Stadtherren. Dabei handelte es sich zunächst um einseitig geprägte Brakteaten mit geringerem Gewicht als dem vorherigen Denar. Im Jahr 1255 vereinbarten Hamburg und Lübeck ein einheitliches Gewicht für ihre Brakteaten mit 0,5 g. In der Folgezeit verloren diese Pfennige nicht nur an Gewicht; sie wurden auch mit geringerem Feinsilberanteil ausgeprägt. Dieser Feinsilbergehalt sank in den folgenden Jahren um 40 Prozent.
Nach der Erweiterung des Münzregals auf Goldmünzen begann Lübeck unter dem Münzherrn Tidemann von Güstrow im Jahr 1341 mit der Ausprägung von (Gold-)Gulden, die aber nicht im innerstädtischen Zahlungsverkehr, sondern im beschränkten Umfang als Fernhandelsmünze Verwendung fanden.

## Der Wendische Münzverein

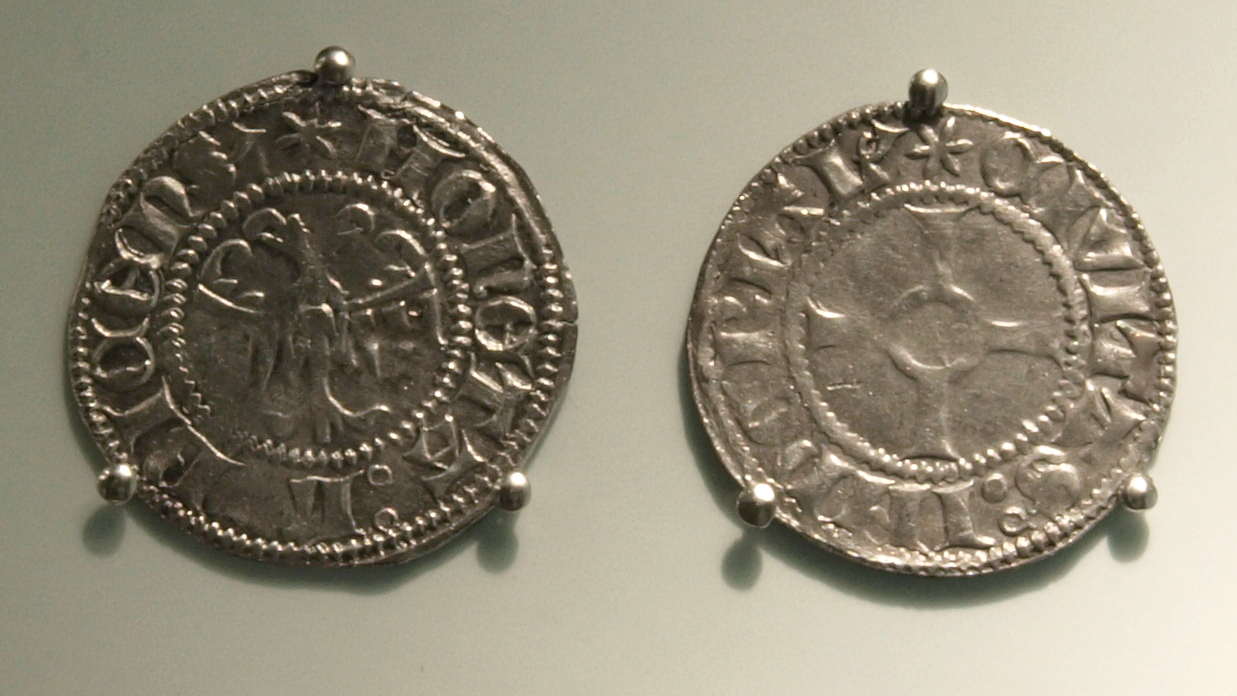
Witten 1379–1381

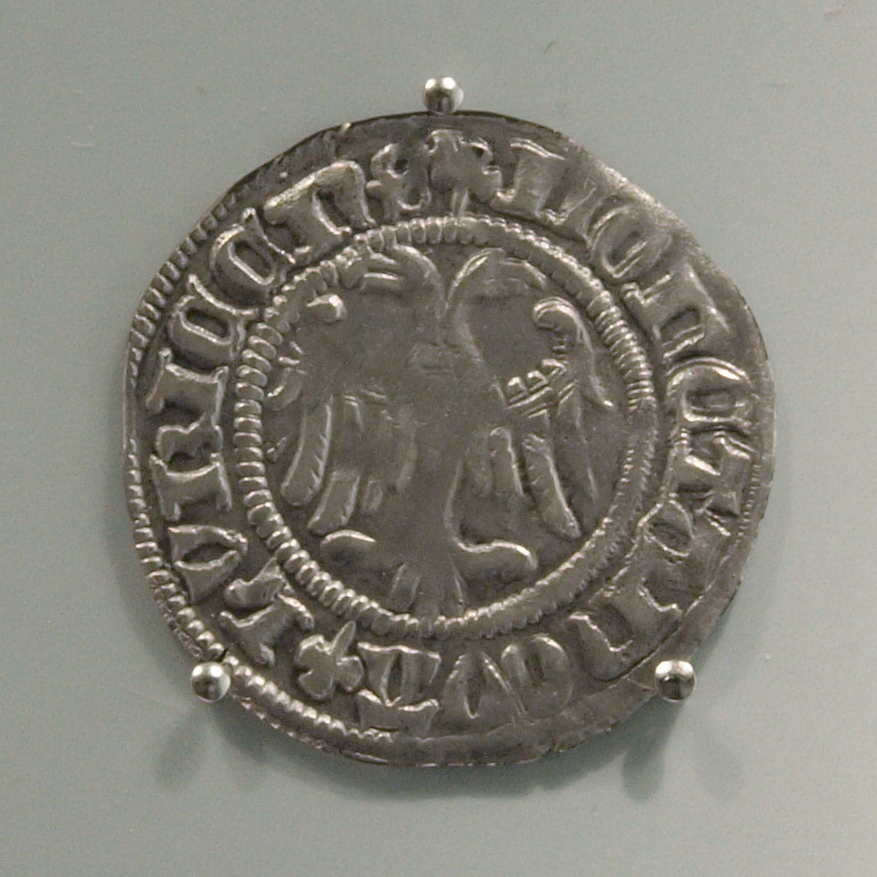
Schilling seit 1433

Frühestens seit dem Jahr 1356 prägte Lübeck ein silbernes 4-Pfennigstück, den Witten, mit einem Gesamtgewicht von anfangs 1,33 g, was bei einem Feinsilberanteil von 875⁄1000 einem Feinsilbergewicht von 1,16 g entsprach. Von ihm sollen in den zehn Jahren nach 1367 etwa 15 Millionen Stück in Lübeck geprägt worden sein.
Dieses Nominal wurde von anderen Städten nachgeahmt, so dass das Bedürfnis entstand, den Wert dieser Prägungen verlässlich zu standardisieren. Mit dem Rezess von 1379 entstand der Wendische Münzverein, dem neben Lübeck auch Hamburg und Wismar angehörten. 1381 trat auch Lüneburg bei. Weitere Hansestädte (vor allem Rostock, Stralsund) und Mecklenburg prägten später ebenfalls nach den Vorschriften des Wendischen Münzvereins.
Seit 1388 und endgültig nach dem Rezess von 1422 wurden die Witten von 3- und 6-Pfennigmünzen, Dreilingen und Sechslingen, abgelöst. Seit 1433 wurden diese beiden Nominale um den Schilling ergänzt, der den Wert von 12 Pfennigen hatte. Der Schilling wurde in der Folgezeit immer mehr zur Hauptmünze, auch wenn Dreilinge und Sechslinge bis in das 18. Jahrhundert weitergeprägt wurden. Später folgte noch der Doppelschilling als weiteres Nominal. Der Feinsilbergehalt aller Nominale wurde zwischenzeitlich stetig reduziert. Zum Beispiel enthielten die ersten Lübecker Doppelschillinge nach Vereinbarungen mit Hamburg 0,8125 Feinsilberanteil, aber schon 1468 vereinbarten die beiden Städte, den Feingehalt auf 0,750 abzusenken.
Der Goldgulden wurde Ende des 15. Jahrhunderts einem Wert von 32 Schillingen gleichgesetzt. Später wurde eine Großsilbermünze im Wert und mit der Nominalbezeichnung 32 Schillinge geprägt, die bis zum 18. Jahrhundert die wichtigste Großsilbermünze werden sollte.

## Die Staatsmark
Mark war ursprünglich die Bezeichnung für eine mittelalterliche Gewichtseinheit für Edelmetalle von etwa einem halben karolingischem Pfund. Die bekannte kölnische Gewichtsmark hatte knapp 234 Gramm und diente als Grundeinheit für verschiedene europäische Münzfüße, unter anderem den offiziellen Münzfuß des Heiligen Römischen Reichs.
1502 wurde die Lübische Mark im Wert eines rheinischen Silberguldens erstmals als Münze ausgeprägt. Ab 1507 wurde die ganze Mark nach einer Übereinkunft der Städte Lübeck, Hamburg, Wismar und Lüneburg als Nominal geprägt. Diese Mark trug die Bezeichnung „Statvs Marce Lvbice“ und wurde als Staatsmark bezeichnet. Da 16 Schillinge einer Mark entsprechen, sind 32 Schillinge zwei Mark. Die Münzen dieser Reihe, bis hinunter zum Dreiling, wurden alle in Silber oder Billon geprägt.
Die Prägung von Scherfen aus Kupfer im Wert von halben Pfennigen war dagegen eine Ausnahme (1542 bis 1570).

## Der Taler

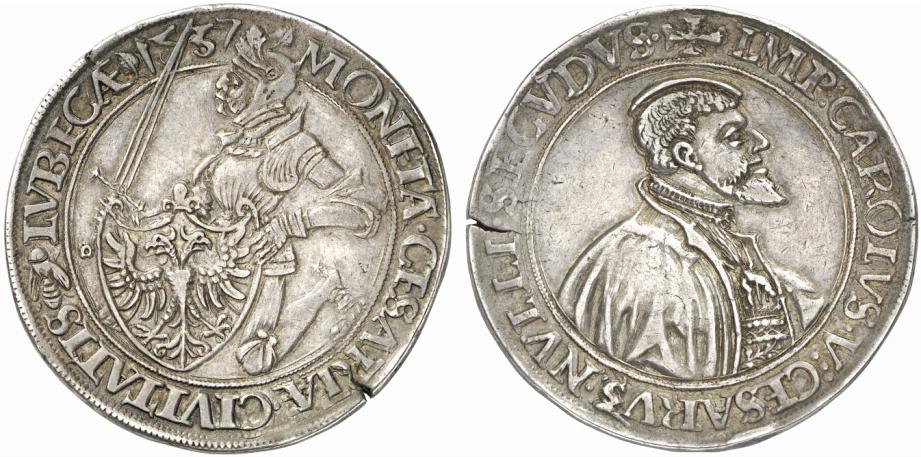
Brömsentaler (1537)

Die große Akzeptanz des zu Beginn des 16. Jahrhunderts erstmals ausgeprägten Talers veranlasste auch Lübeck unter Bürgermeister Nikolaus Brömse, dieses neue Großsilbernominal 1537 erstmals herzustellen. Es pendelte sich ein Gesamtsystem ein, nach dem der Gulden den Wert von 2⁄3 Taler erhielt. Der Gulden entsprach weiterhin 32 Schillingen (gleich 2 Mark) und der Taler 48 Schillingen (gleich 3 Mark). Bei diesem Grundsystem blieb es bis zum Ende der Lübecker Silbermünzenprägung im 18. Jahrhundert.

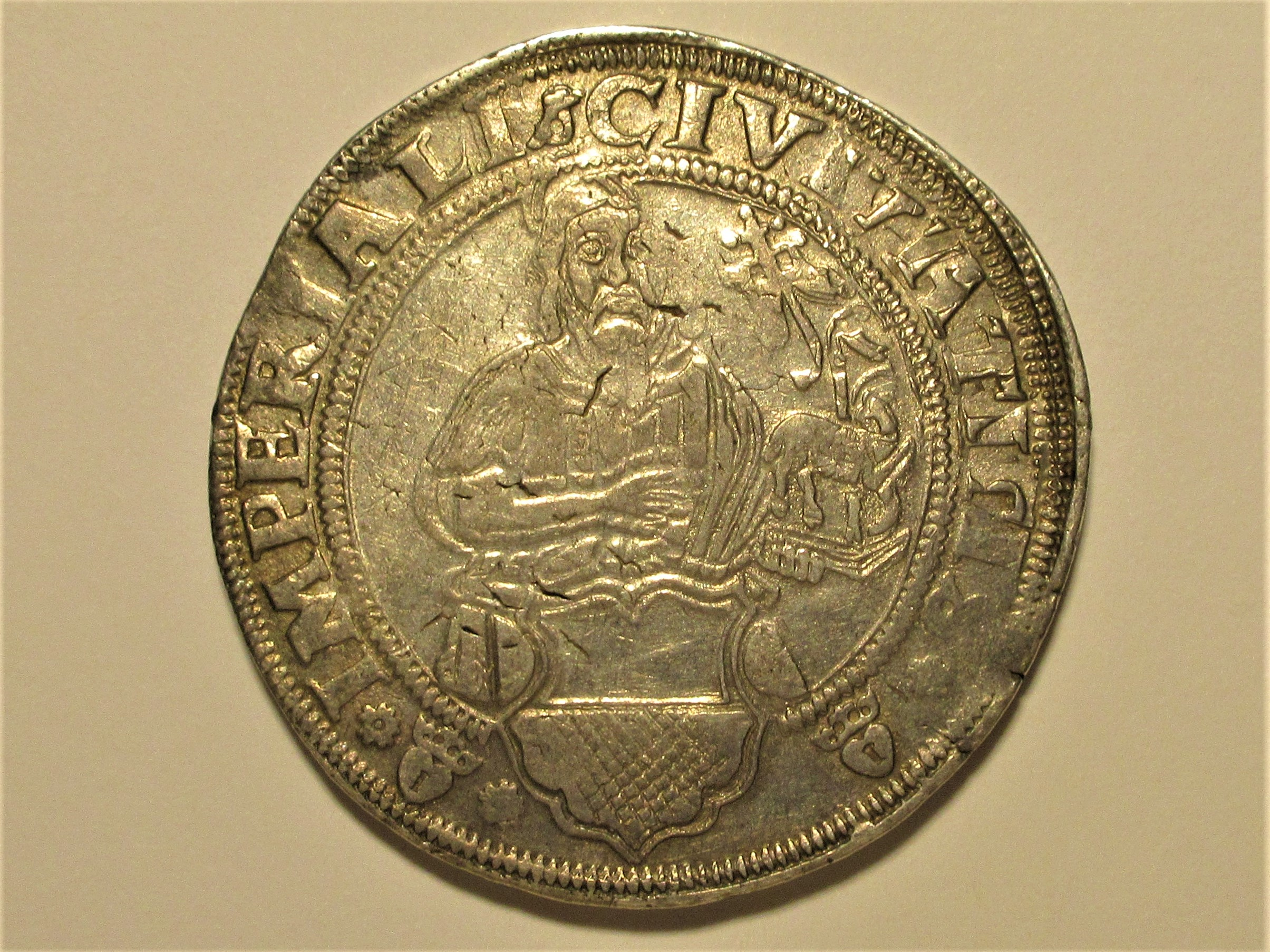
Lübecker Taler 1559, Bürgermeister Ambrosius Meyer

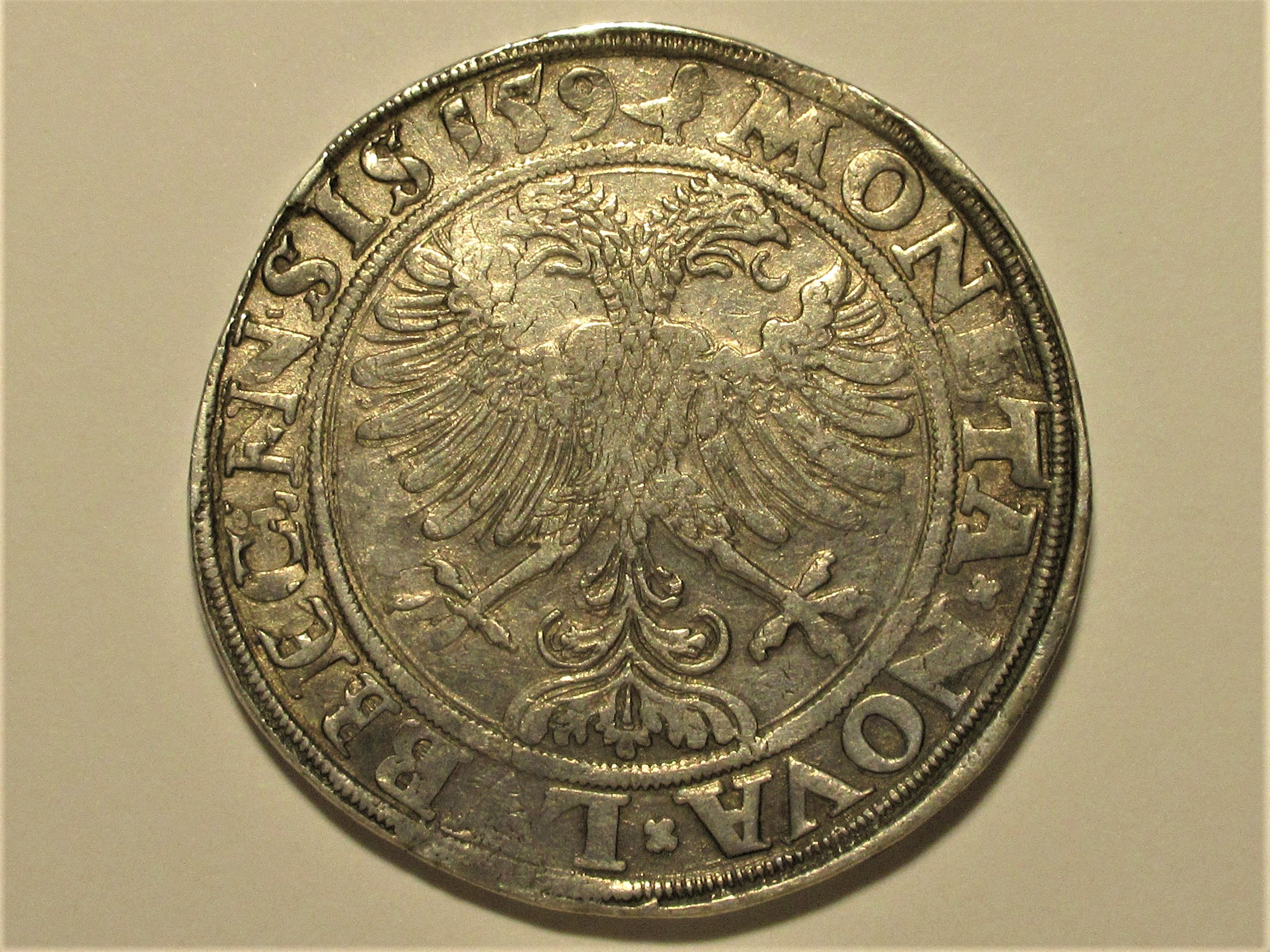
Andere Seite des Talers von 1559

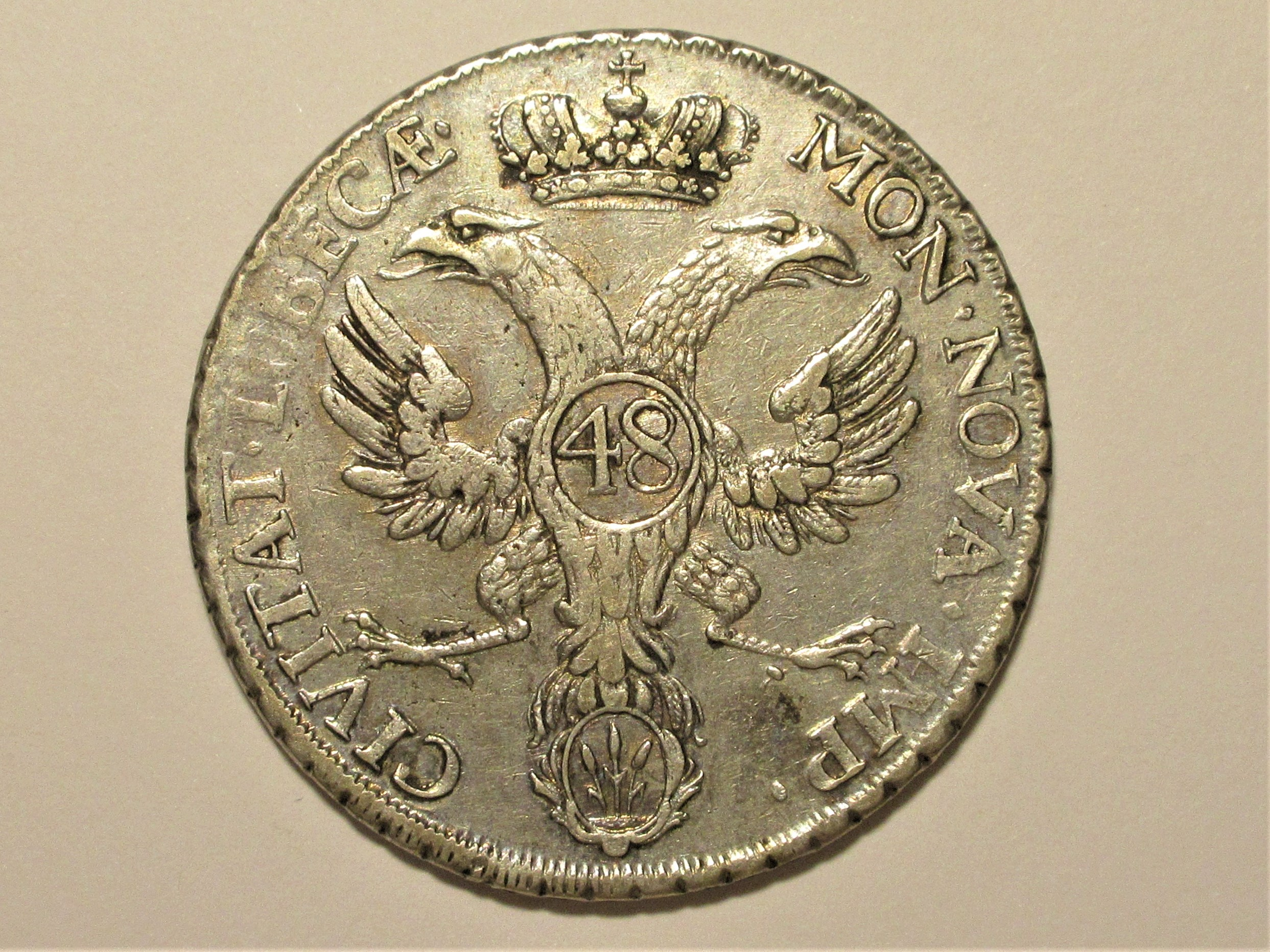
Lübecker 48 Schillingemünze von 1752, Adlerseite

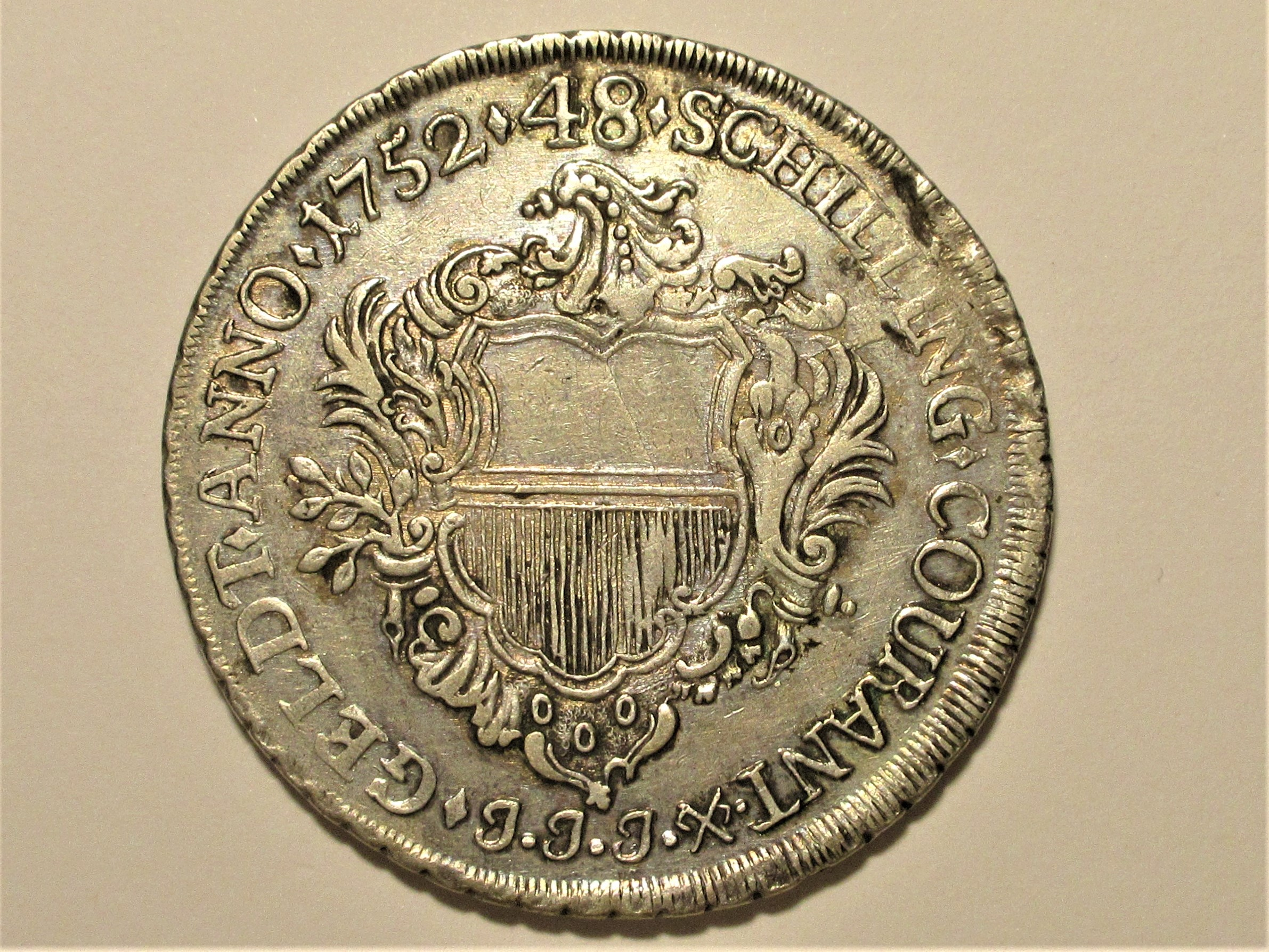
Lübecker 48 Schillingemünze von 1752, Wappenseite

## Schillinge
Innerhalb des auf dem Taler und der Mark beruhenden Münzsystems wurden doch die Mehrzahl der Münzen als spätere Schillinge geprägt. Auch die Nominale, die einer ganzen Mark oder einem ganzen Taler entsprachen, trugen meist eine Wertangabe allein in Schillingen.
Die Nominalstruktur der ausgeprägten Lübecker Münzen im 18. Jahrhundert war wie folgt:
- 48 Schillinge (= 3 Mark) = 1 Taler = 576 Pfennige
- 32 Schillinge (= 2 Mark) = 1 Speziesreichstaler = 384 Pfennige
- 16 Schillinge (= 1 Mark) = ½ Speziesreichstaler = 192 Pfennige
- 8 Schillinge (= ½ Mark) = 1⁄4 Speziesreichstaler = 96 Pfennige
- 4 Schillinge (= 1⁄4 Mark) = 1⁄8 Speziesreichstaler = 48 Pfennige
- 1⁄24 Reichstaler (= 1 Groschen) = 24 Pfennige
- 2 Schillinge (= 1⁄8 Mark) = 1⁄16 Speziesreichstaler = 24 Pfennige
- 1 Schilling (= 1⁄16 Mark) = 1⁄32 Speziesreichstaler = 12 Pfennige
- 1 Sechsling (= ½ Schilling) = 1⁄64 Speziesreichstaler = 6 Pfennige
- 1 Dreiling (= 1⁄4 Schilling) = 1⁄128 Speziesreichstaler = 3 Pfennige
- 1⁄192 Taler (= 1 Dreiling) = 3 Pfennige

Der 1⁄24 Reichstaler und der 1⁄192 Taler sind Bruchstücke des Talers zu 48 Schillingen, nicht des Speziestalers zu 32 Schillingen. Das Dreischillingstück (Dütchen) wurde in Lübeck im 18. Jahrhundert nicht mehr geprägt. Die Prägungen von Doppeldukaten, Dukaten, Halbdukaten und Vierteldukaten aus Gold können nicht in ein festes rechnerisches Wertverhältnis zu den vorgenannten Silber- und Billonmünzen gebracht werden (Bimetallismus). Der Pfennig oder sein Halbstück, der Scherf, wurden im 18. Jahrhundert nicht mehr ausgeprägt. Eine Kupfermünzenherstellung wurde nach dem Versuch im 16. Jahrhundert mit dem Kupferscherf, trotz gegenläufiger Tendenzen in vielen anderen Regionen Deutschlands, im 18. Jahrhundert nicht wieder aufgenommen.
Im 18. Jahrhundert folgte Lübeck dem Vorbild Hamburgs und führte eine Mark im 34-Mark-Münzfuß ein. Es wurden jedoch in Hamburg keine auf Mark, sondern auf Schilling Hamburger Current lautende Münzen ausgeprägt. Später etablierte sich in den Hansestädten und den benachbarten Fürstentümern die französische Bezeichnung Courant für Schilling und Zählmark.

## Das Ende der Lübecker Münzprägung
Das hamburgisch-lübische Schillingsystem war eines der sieben Währungssysteme, die bei der Einführung einer gemeinsamen Reichswährung nach der Reichsgründung 1871 noch bestanden. Während Hamburg im 19. Jahrhundert noch gelegentlich 32-Schillingstücke und Kleinmünzen im Wert von 1 Schilling und Sechslinge und Dreilinge ausmünzte, endete die Silbermünzenprägung der Lübecker Münze in der Fleischhauerstraße 18 im Jahr 1797. Die Lübecker Schillingnominale und die Sechslinge und Dreilinge aus dem 18. Jahrhundert liefen bis zur Einführung der Reichsmünzen, neben zunehmend mehr fremden Münzen, immer noch um.

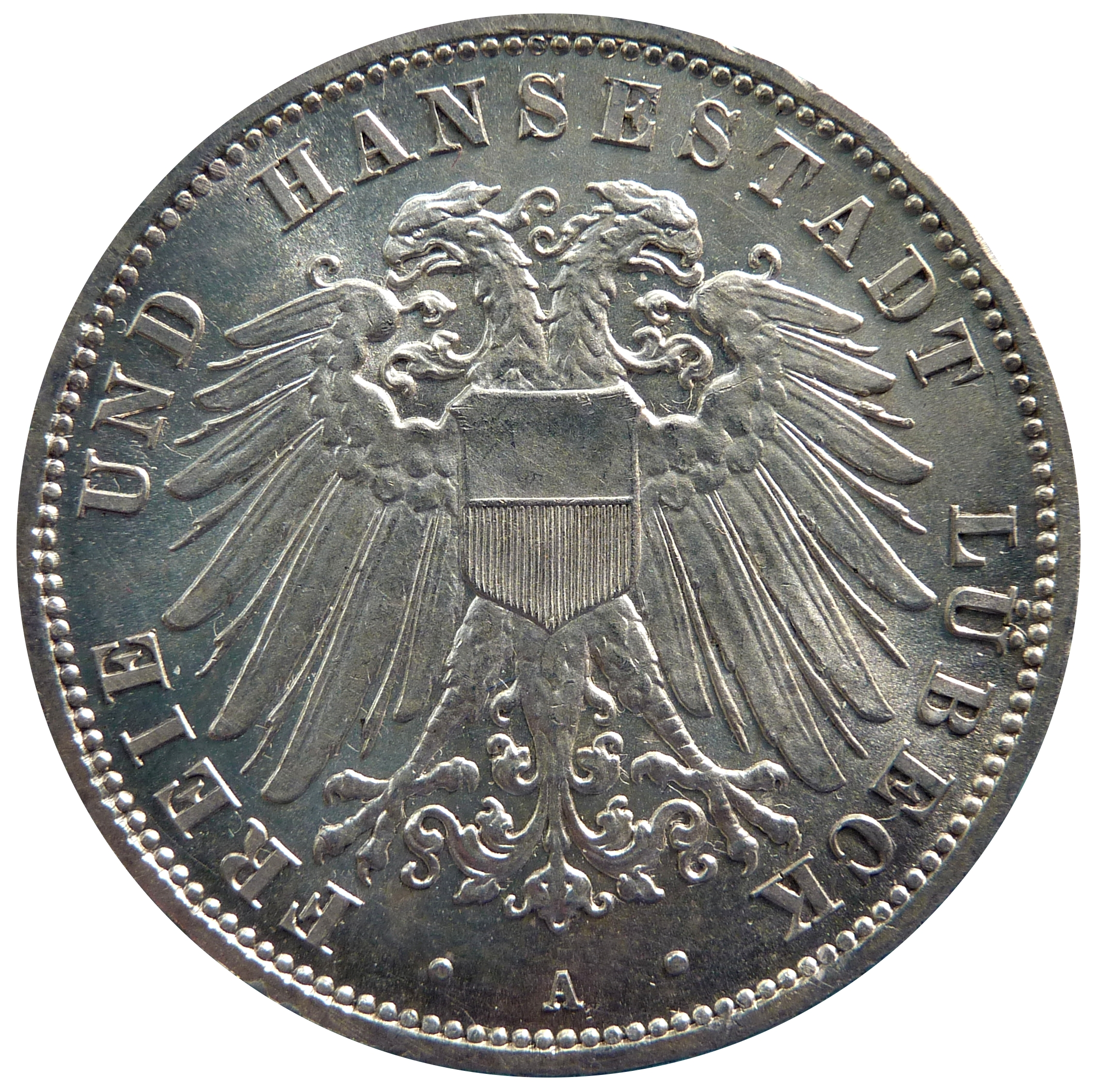
3-Mark-Münze mit Lübecker Vorderseite (1908), geprägt von der Staatlichen Münze Berlin (A)

Die letzte Goldmünze, ein Dukat, wurde in Lübeck 1801 geprägt. Für genau 100 Jahre wurden dann weder in Lübeck noch in anderen Münzstätten für Lübeck Münzen geprägt. Zwischen 1901 und 1912 wurden 2-, 3- und 5-Mark-Silbermünzen sowie 10-Mark-Goldmünzen der Reichswährung geprägt. Die Rückseiten dieser Nominale durften die Mitgliedsstaaten des Deutschen Reichs mit dem Bildnis ihres Fürsten oder im Falle der Stadtstaaten mit ihrem Wappen gestalten (Art. 3, § 2 des Reichsmünzgesetzes vom 9. Juli 1873). Auf die eigentlichen Parameter der Münzpolitik hatten die Mitgliedsstaaten jedoch keinen Einfluss mehr.

## Lübecker Münzherren und Münzmeister
- Statius Wessel (II), Münzmeister 1603–1616
- Adolf Mattheus Rodde, Münzherr 1716–1729

## Fotogalerie weiterer Lübecker Münzen

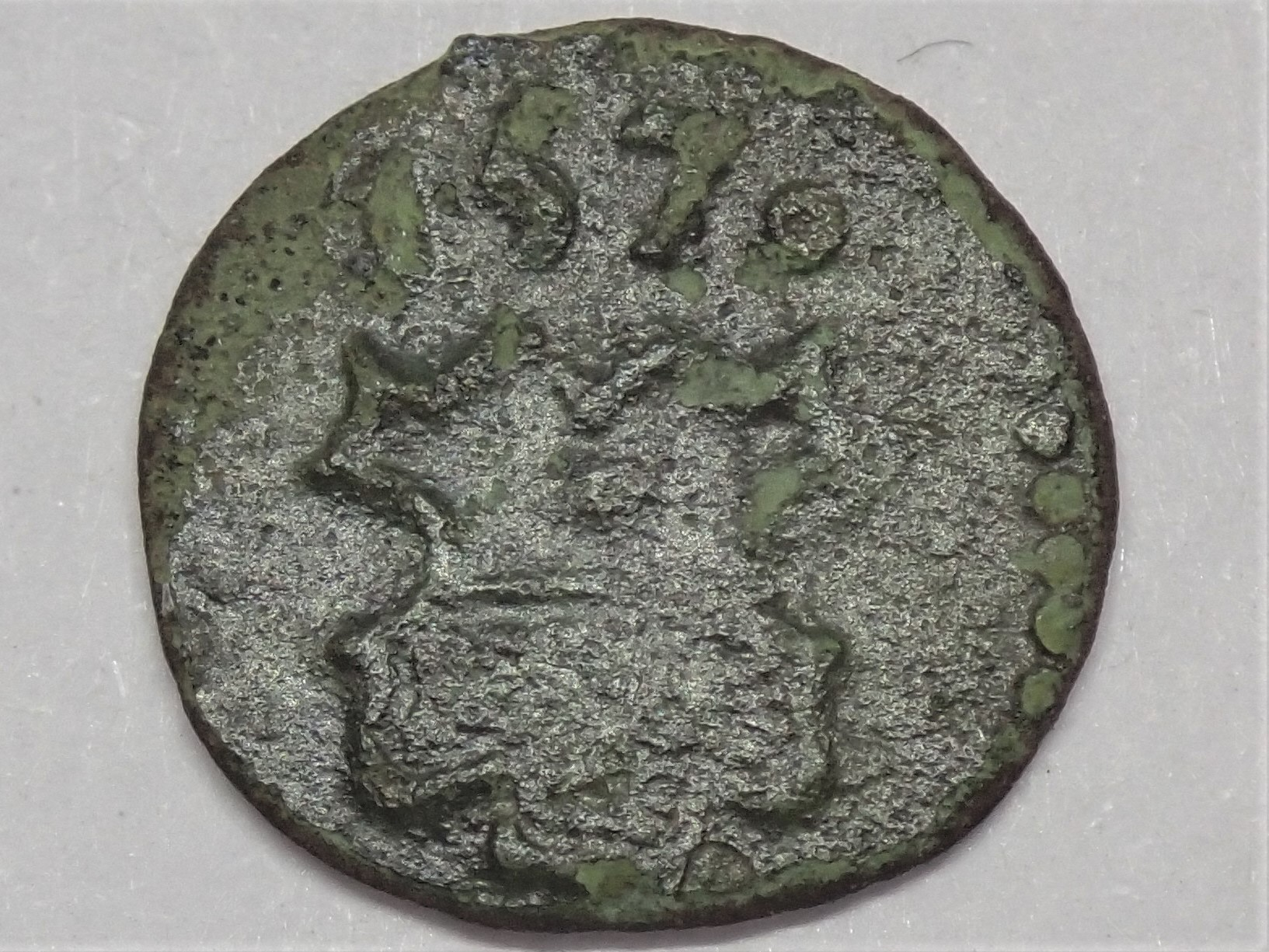
Lübecker Kupferscherf von 1570, Wappenseite
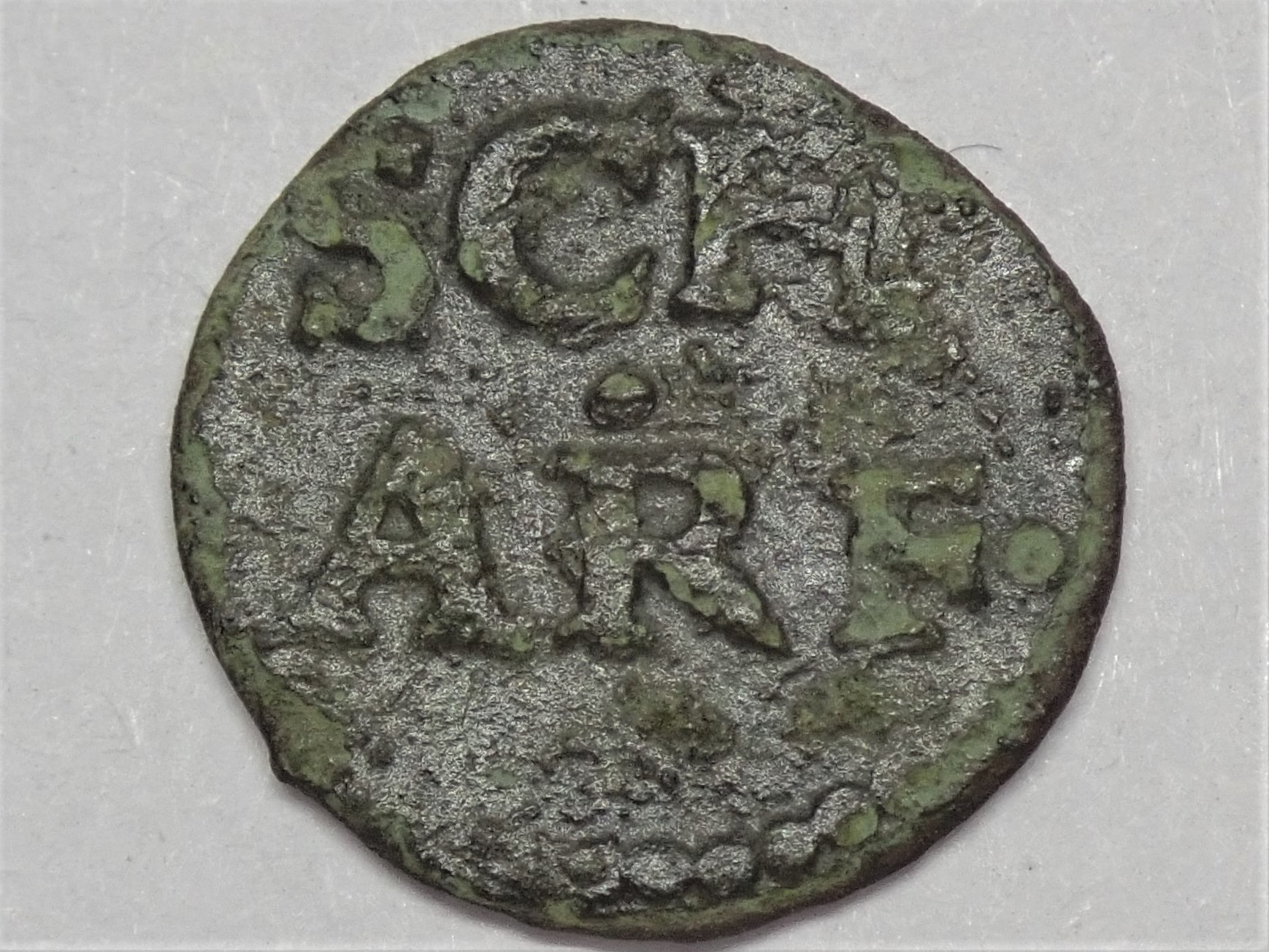
Lübecker Kupferscherf von 1570, Wertseite
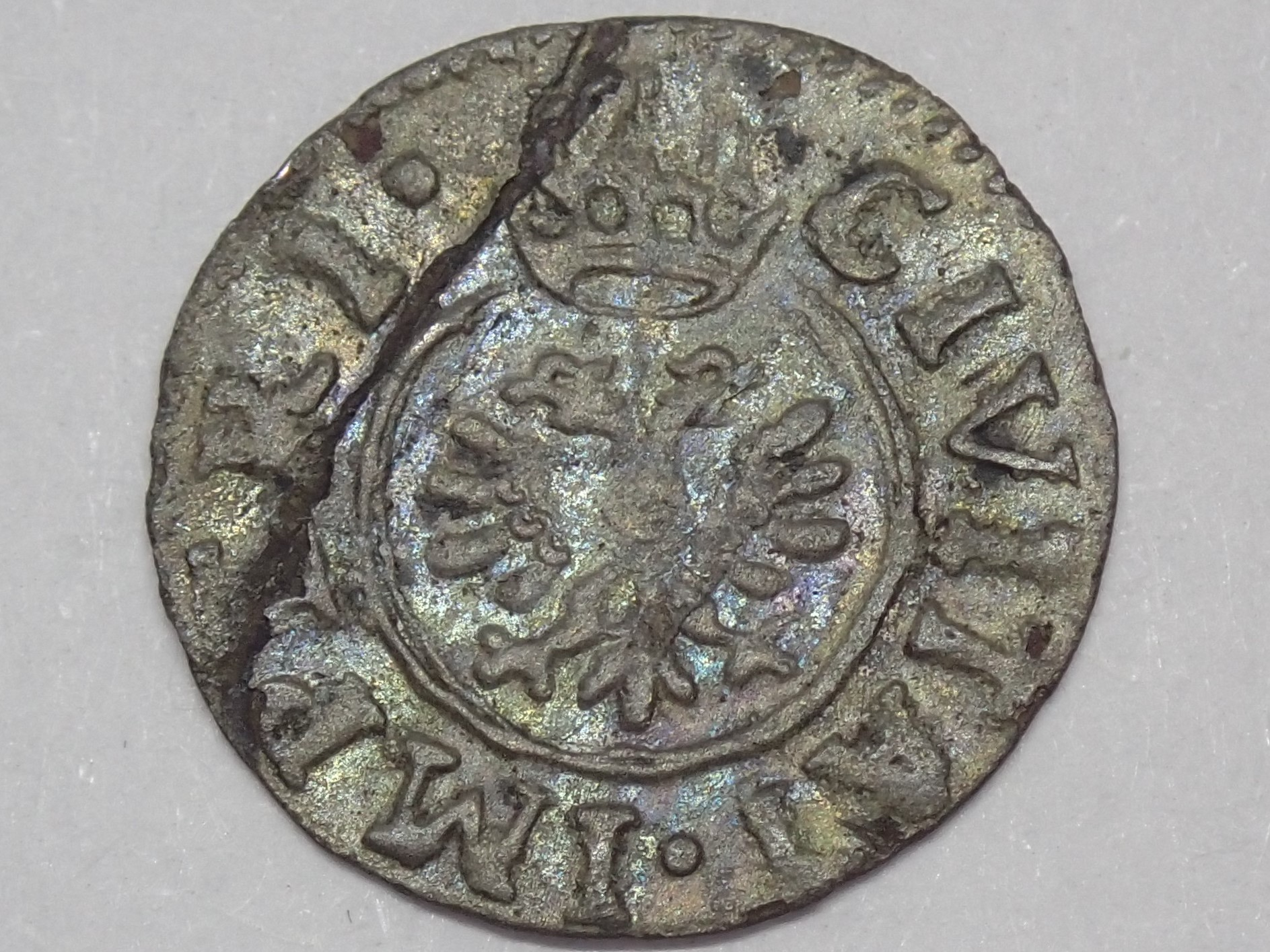
Lübecker Dreiling (= 1/192 Taler) von 1698, Wappenseite
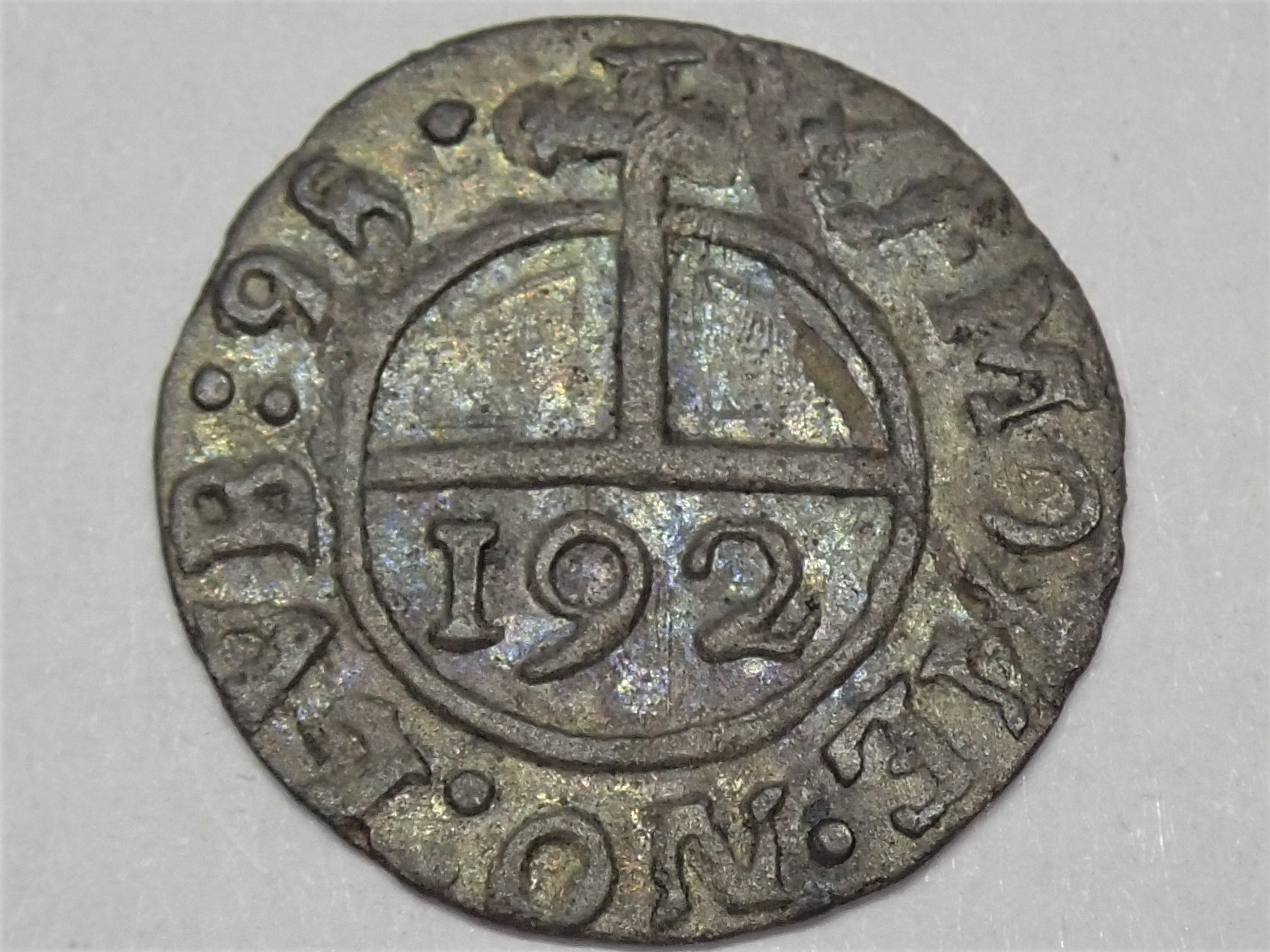
Lübecker Dreiling (= 1/192 Taler) von 1698, Wertseite
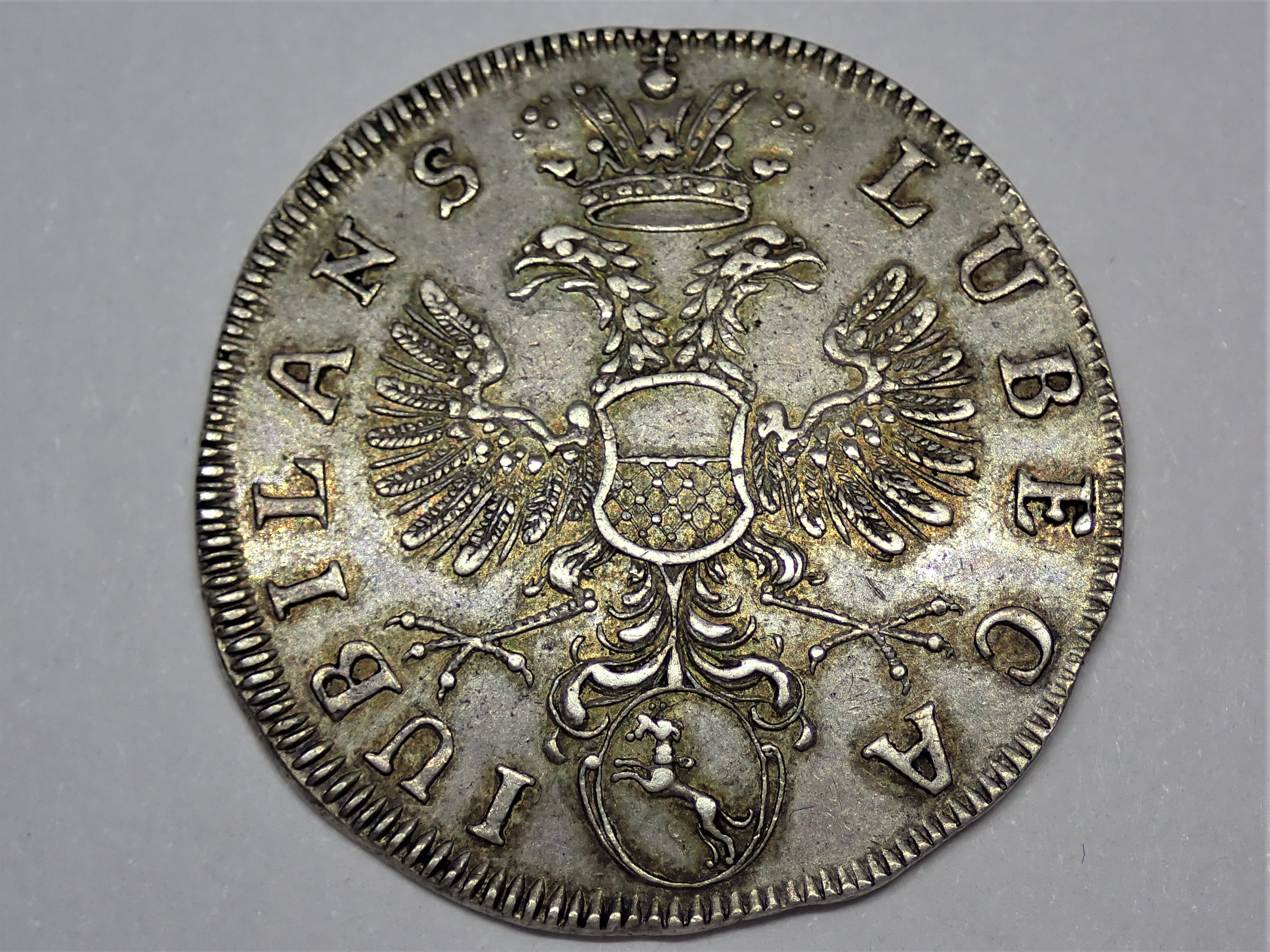
Lübecker Vierteltaler auf 200 Jahre Reformation, Wappenseite
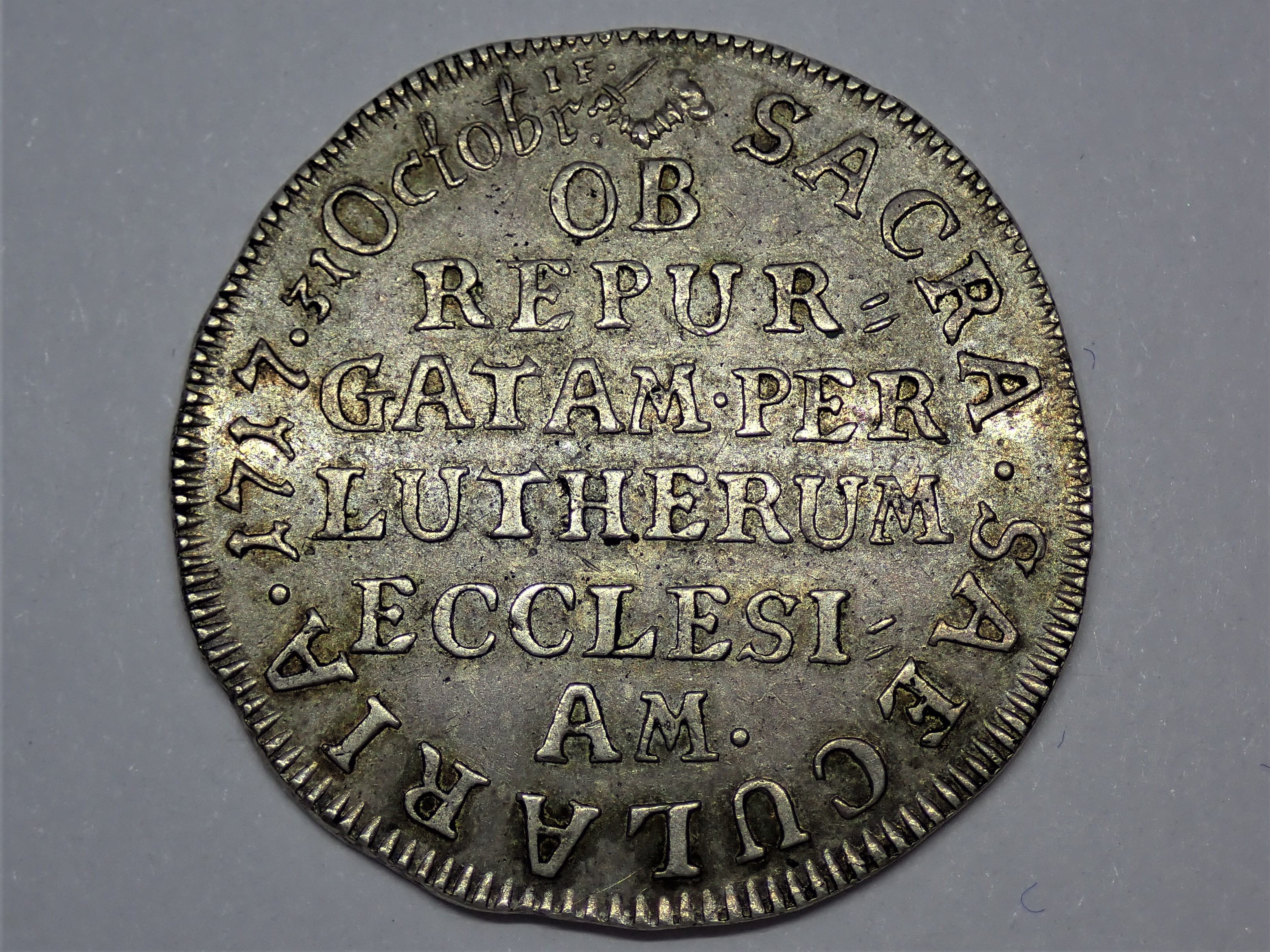
Lübecker Vierteltaler (Silberabschlag von 2 Dukatenstempeln), Wertseite
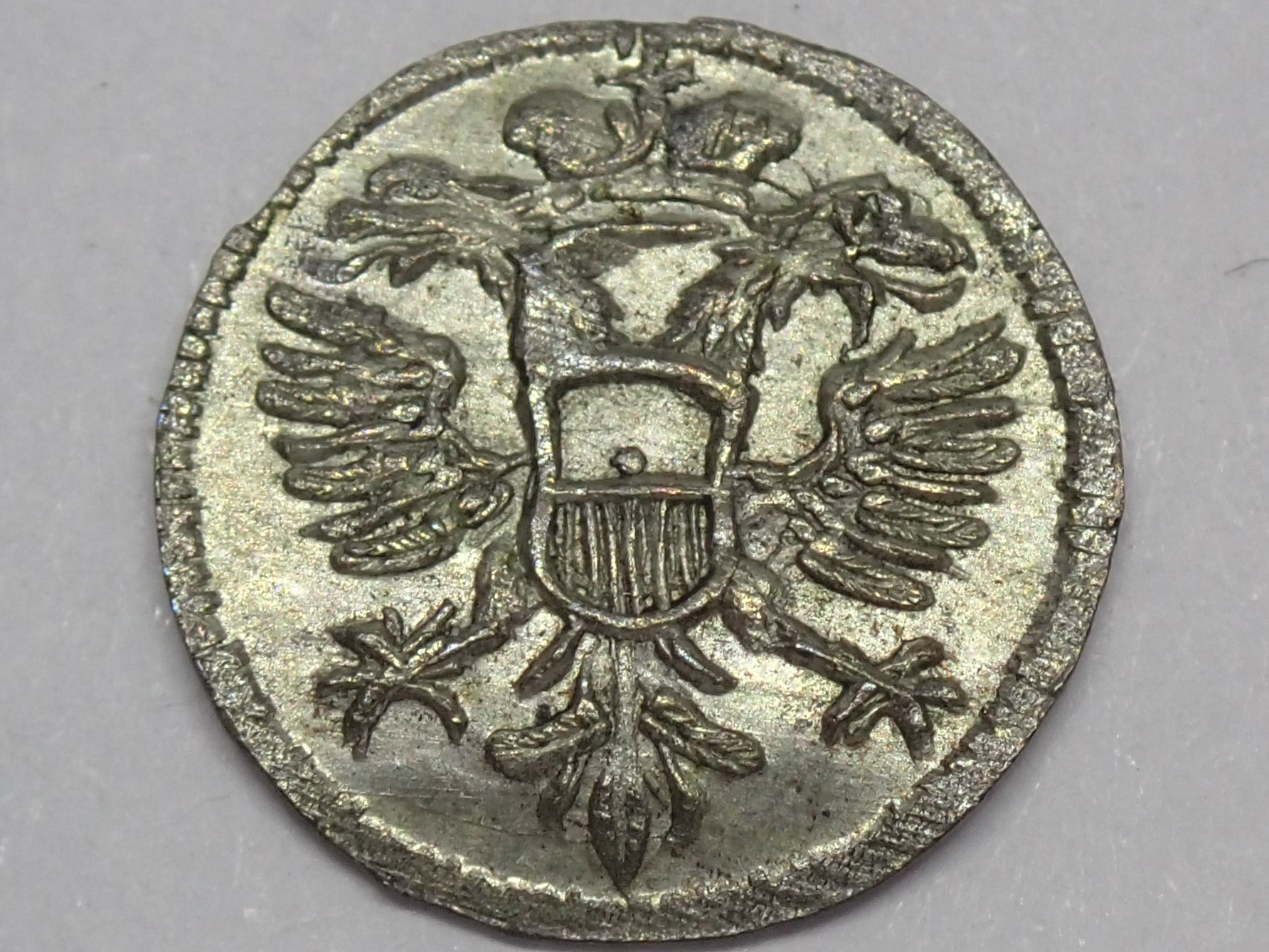
Lübecker Dreiling von 1752, Wappenseite
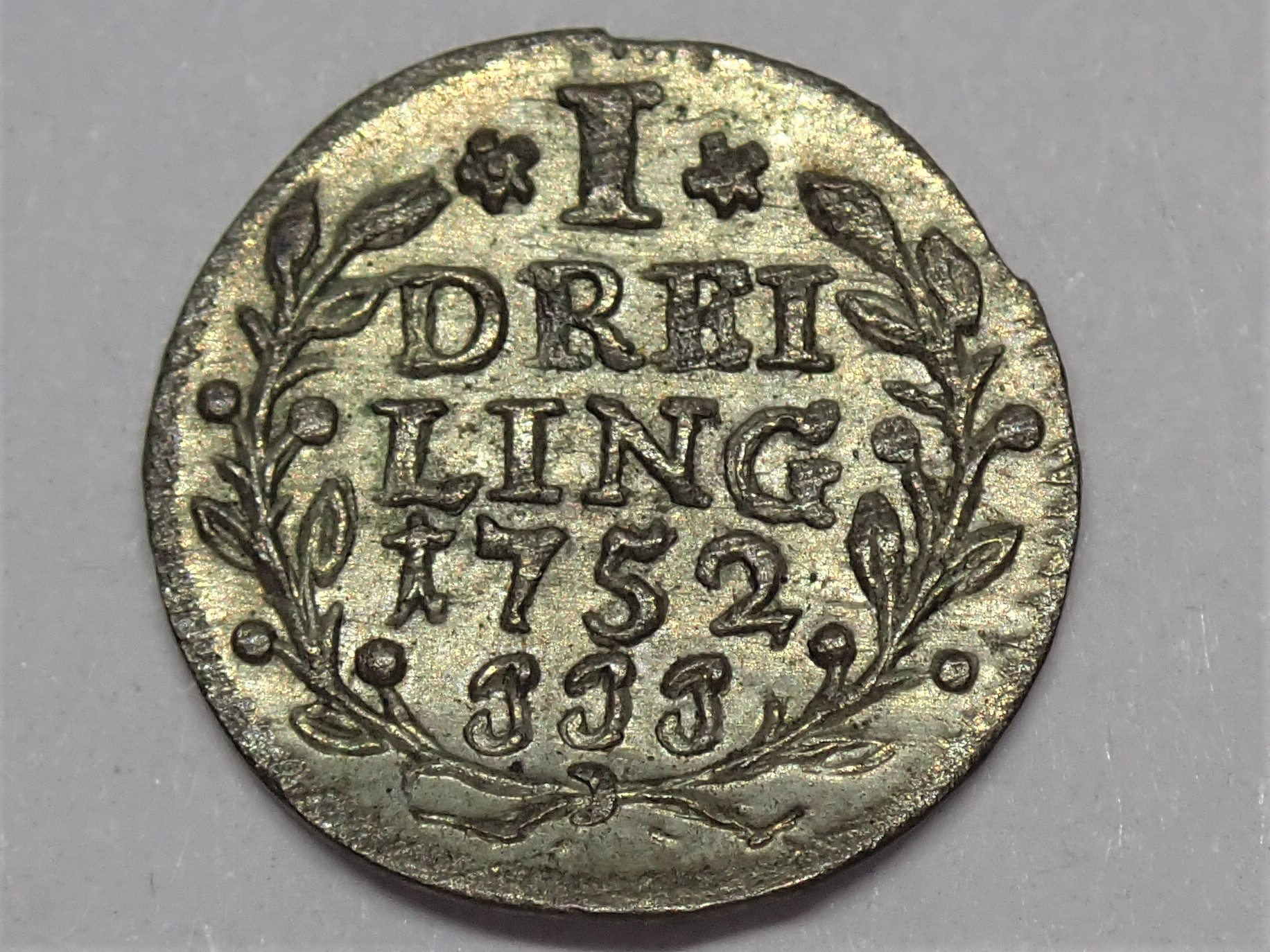
Lübecker Dreiling von 1752, Wertseite
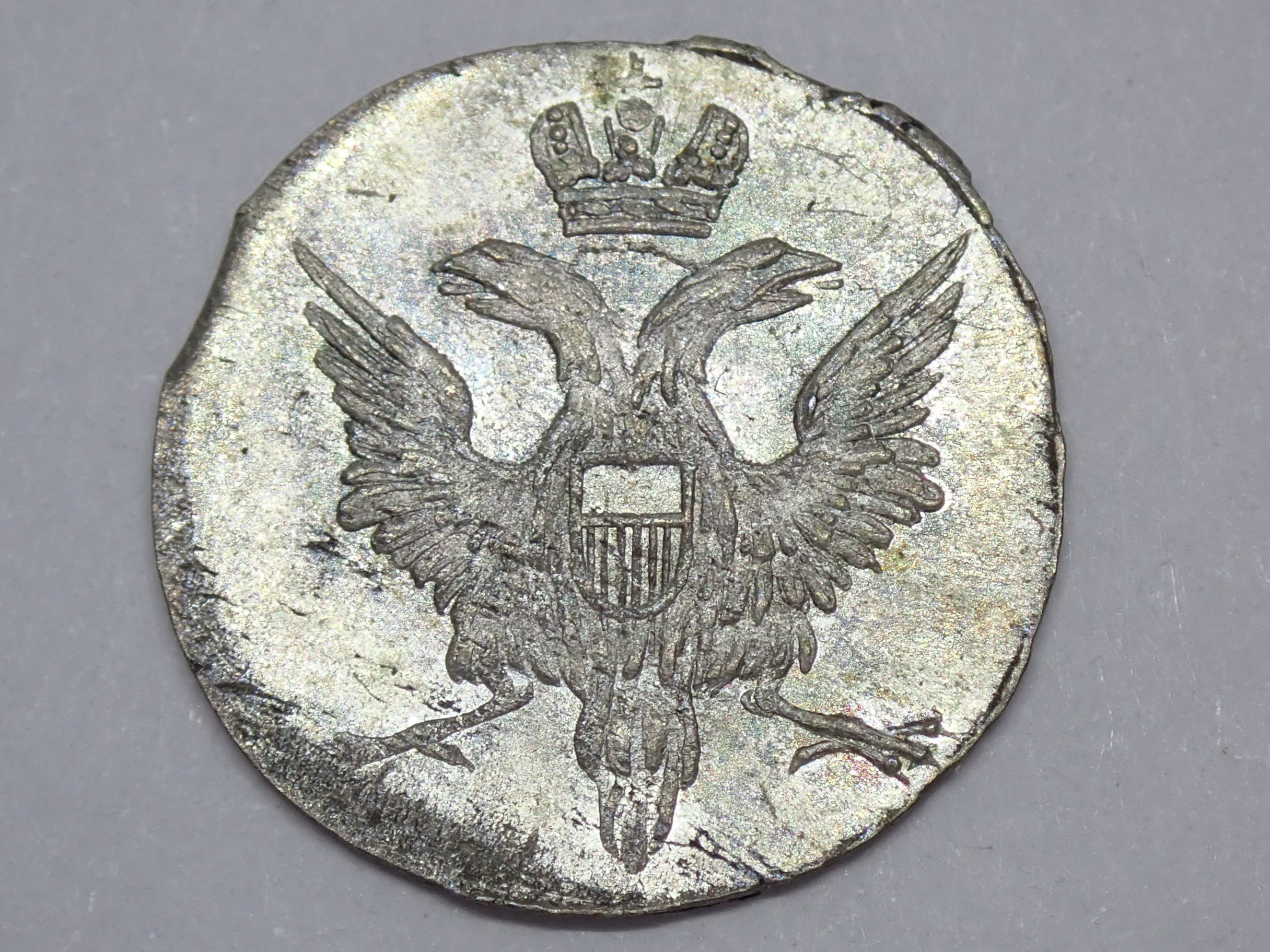
Lübecker Schilling von 1789, Wappenseite
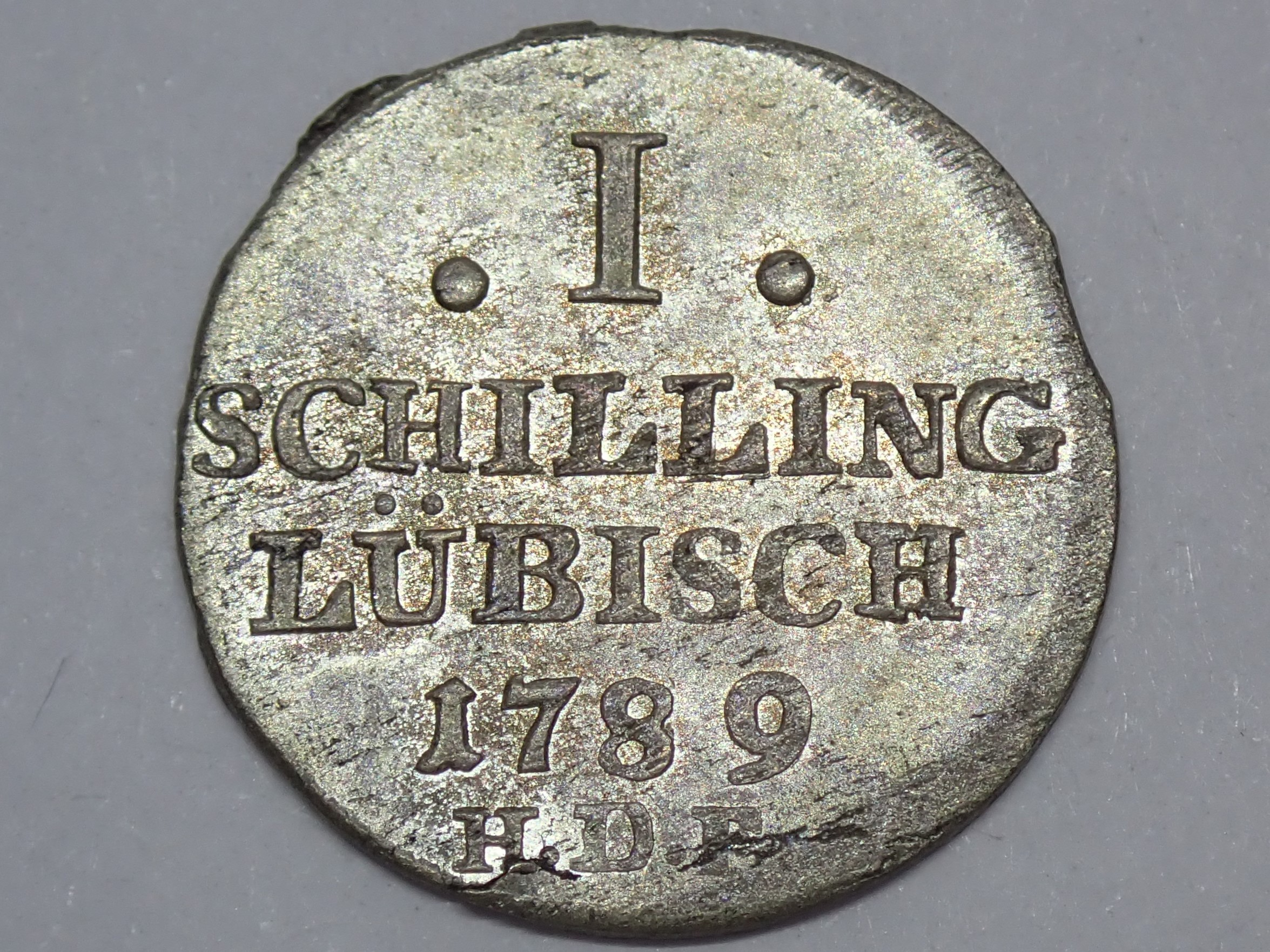
Lübecker Schilling von 1789, Wertseite